# Baie de Chingoudy
La baie de Chingoudy, ou baie de Txingudi, (Txingudiko badia en basque, bahía de Chingudi en espagnol) est le nom donné à l'estuaire de la Bidassoa. Elle est délimitée au sud par les ponts routiers et ferroviaires (dont le pont international Saint-Jacques) reliant Hendaye-ville (France) à Irun (Espagne) et au nord par la pointe de Sokoburu côté français et par le cap Higuer (cap du Figuier) côté espagnol. Hendaye se trouve sur la rive droite de la baie, Irun et Fontarrabie (comarque de Basse Bidassoa) sur la rive gauche.

## Généralités

### Cadre géologique

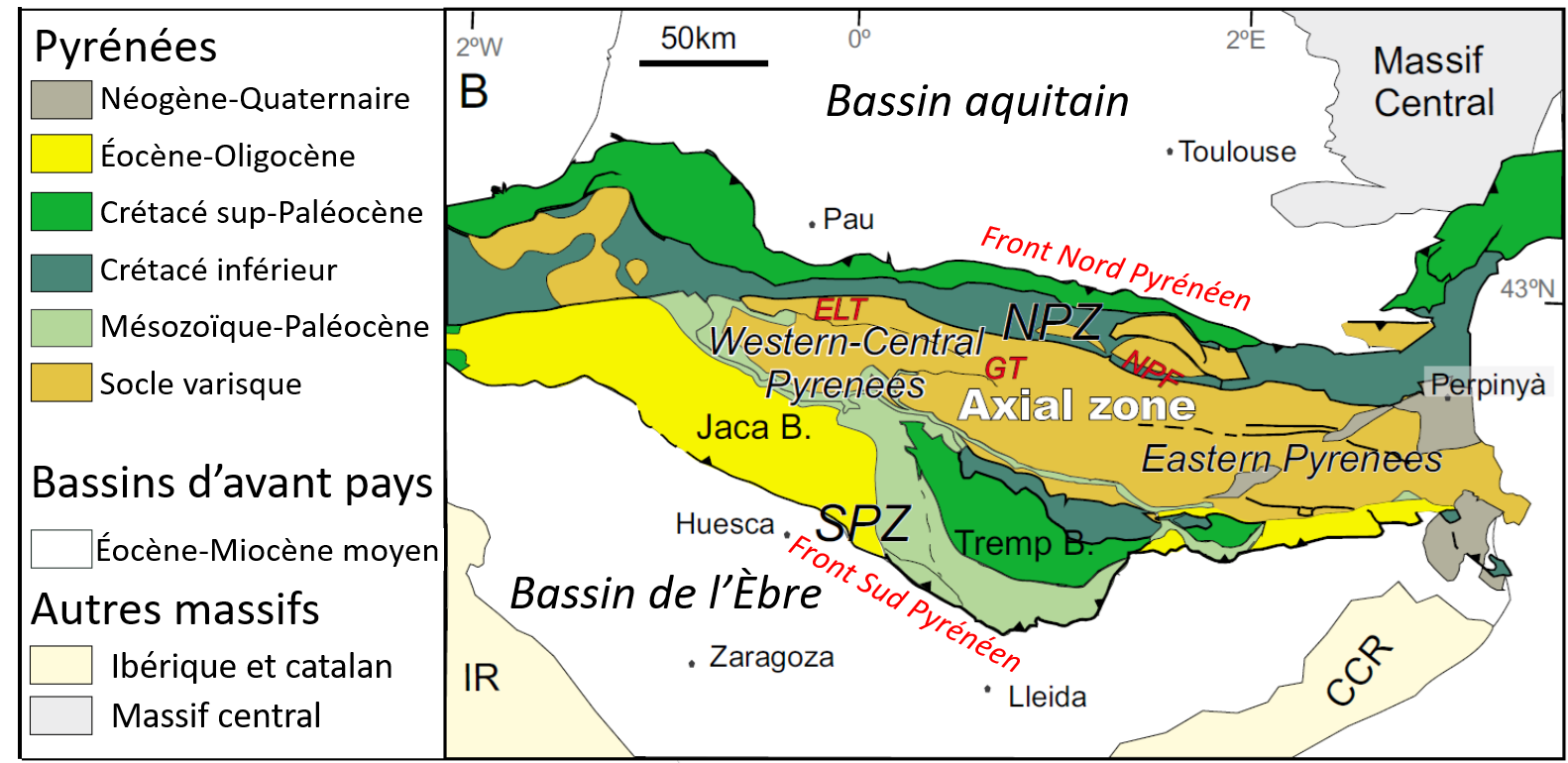
Carte géologique des Pyrénées indiquant le substrat d'âge crétacé sur lequel s'appuie la baie de Chingoudy

La baie, localisée à l'extrémité sud du littoral aquitain, est incluse dans la chaîne pyrénéo-cantabrique née de la collision entre les plaques ibérique et européenne. Bordée au nord par la baie de Fontarrabie, et ses affleurements de flyschs et de marnes de la période du Crétacé, et la station balnéaire d'Hendaye-Plage installée sur un banc sableux, la baie correspond à un aquifère alluvial formé durant le Quaternaire.

## Géographie
La baie forme un lac tranquille à marée haute et un estuaire envasé à marée basse. Ponctuée de plusieurs passages à gué, elle constitue une frontière naturelle entre la France (Pyrénées-Atlantiques) et l'Espagne (Guipuscoa). Les eaux sont saumâtres et résultent d'un mélange de celles de la Bidassoa et de celles du golfe de Gascogne.

## Évolution historique
La baie a vu sa superficie se réduire dans la deuxième moitié du XXe siècle siècle avec l'extension d'Hendaye et l'aménagement du port de plaisance de Sokoburu côté français et, côté espagnol avec le développement de l'aéroport de Saint-Sébastien et la création de la plage de Fontarrabie, dans un méandre de l'estuaire par la construction d'une digue parallèle à celle qui, côté français, protège la pointe de Sokoburu. Récemment, une portion de ce méandre a été remise en eau pour aménager le port de plaisance de Fontarrabie. Irun de son côté, a restauré un parc écologique du nom de Plaiaundi apprécié par les nombreux oiseaux migrateurs qui reprennent des forces avant de traverser les Pyrénées.

## Écologie
Le site de la baie est répertorié comme une zone Natura 2000 depuis 2006. Elle est constituée de plusieurs types d'habitat :

- la mer couvre 55 % de sa superficie, avec notamment des herbiers atlantiques,
- l'estuaire soumis à la marée, comprenant des vasières et bancs de sable, comptent pour 40 %,
- des prés salés atlantiques forment les derniers 5 %.

C'est également une zone naturelle d'intérêts écologique, faunistique et floristique de type 1.

### Faune
Selon l'Inventaire national du patrimoine naturel, la baie de Chingoudy compte 46 espèces dites déterminantes — des oiseaux pour l'essentiel — et 67 autres espèces dont des bivalves, des gastéropodes, des malacostracés et des vers annelés marins (polychètes).

## Galerie

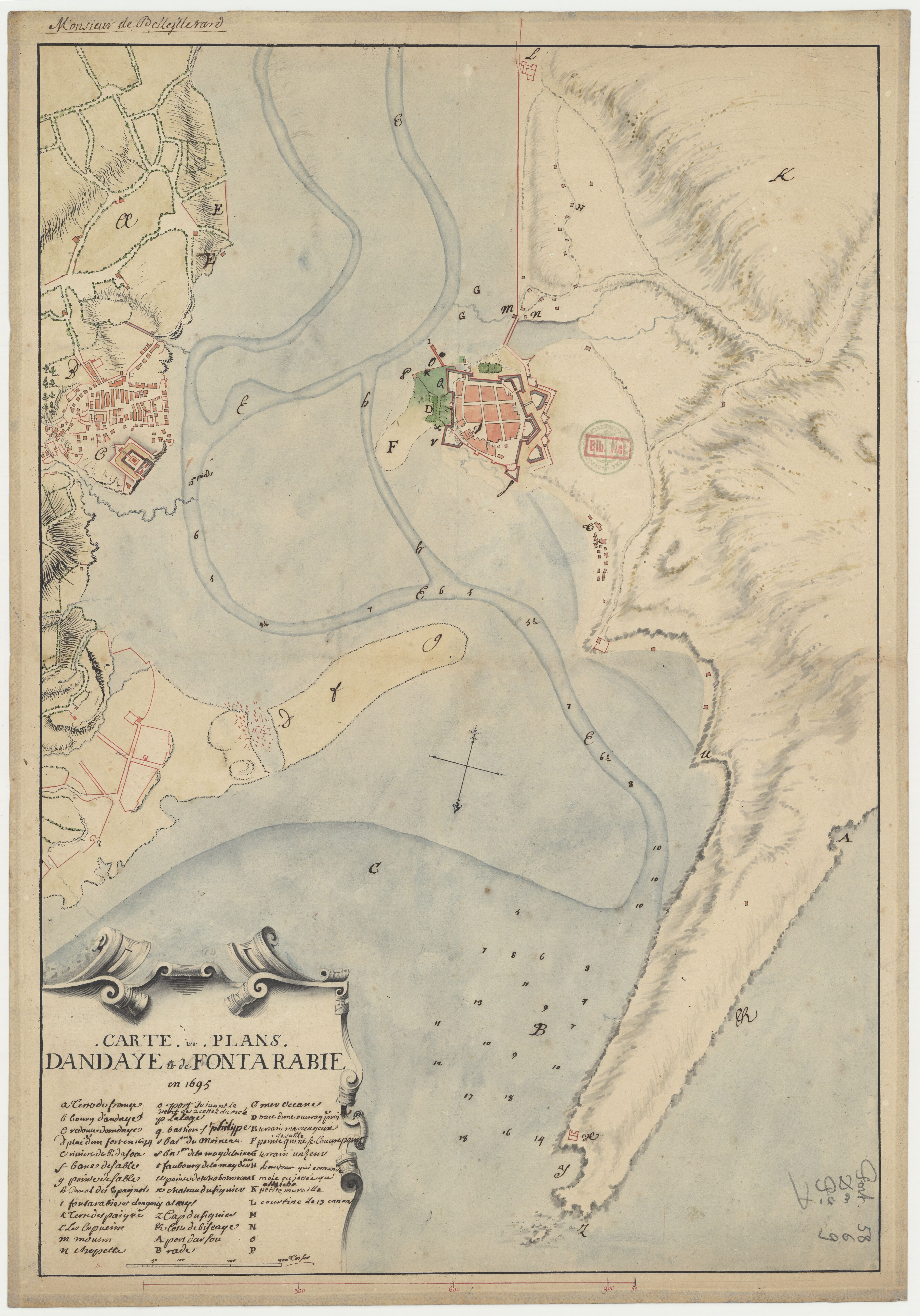
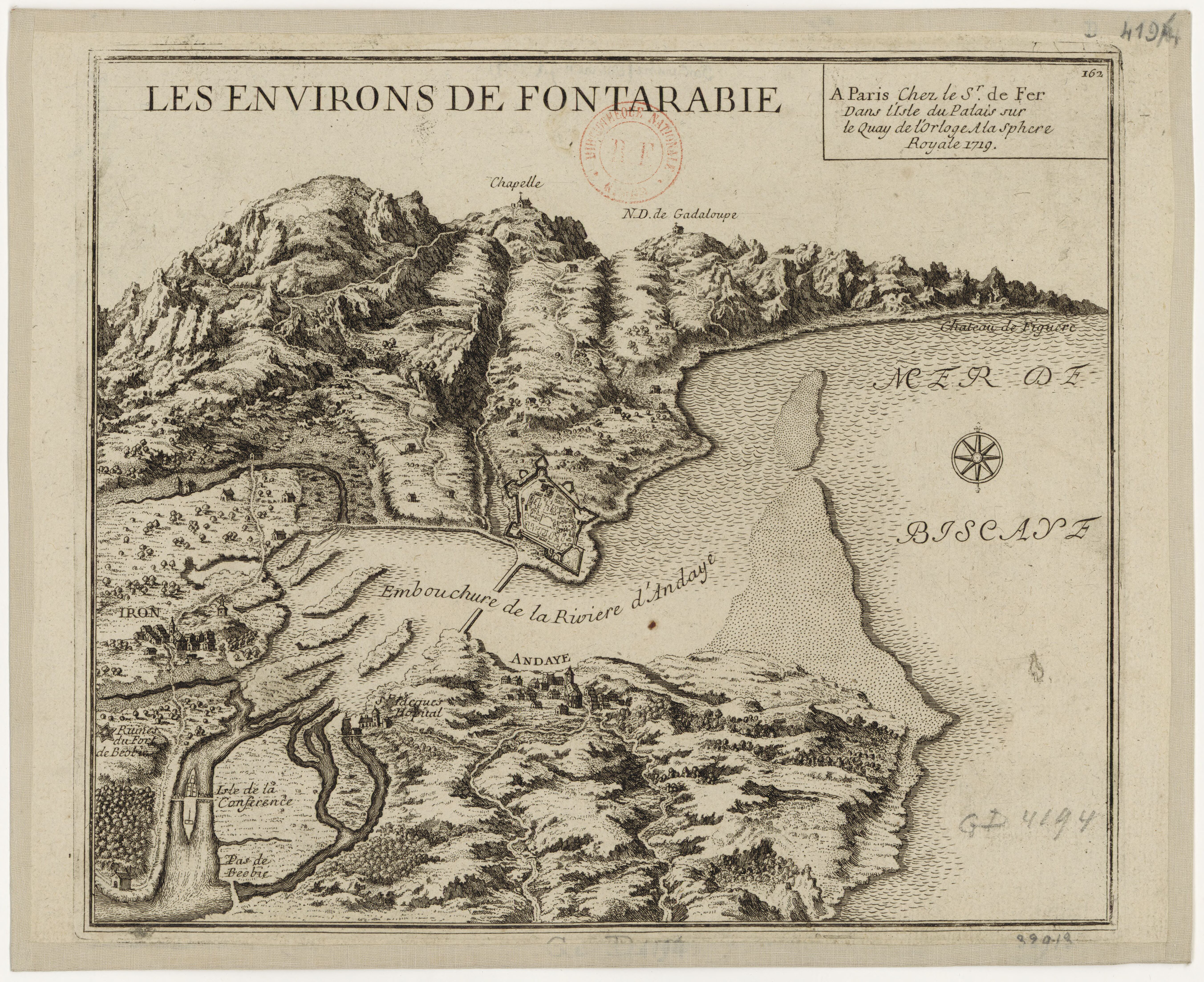
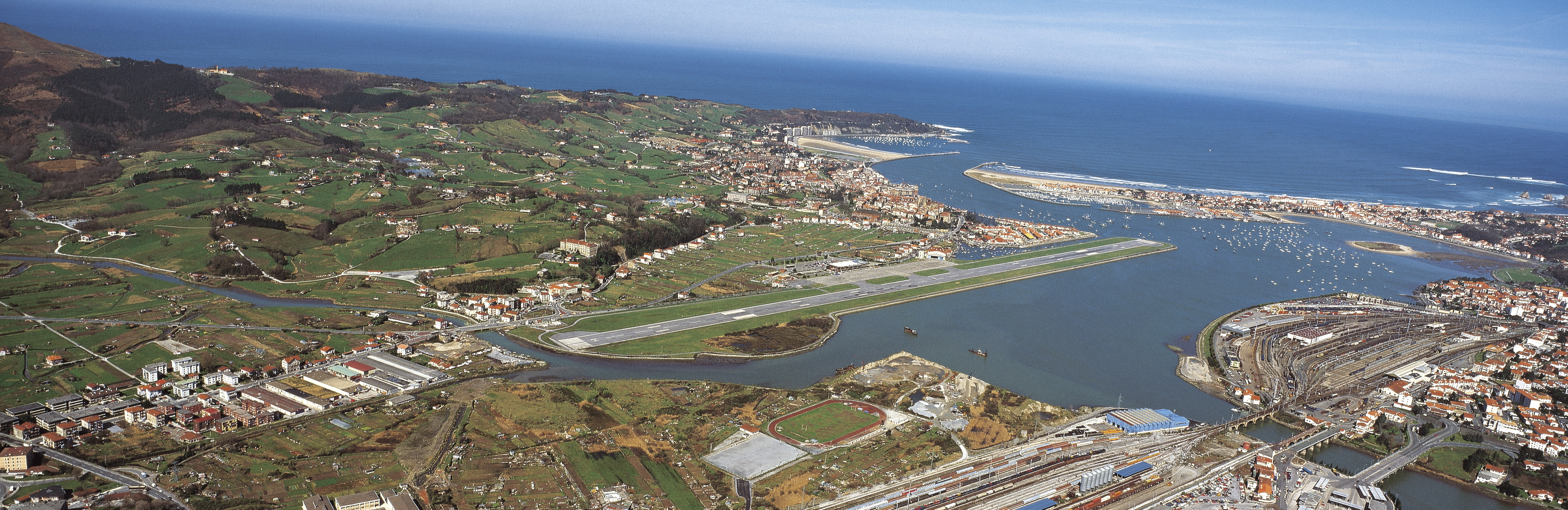
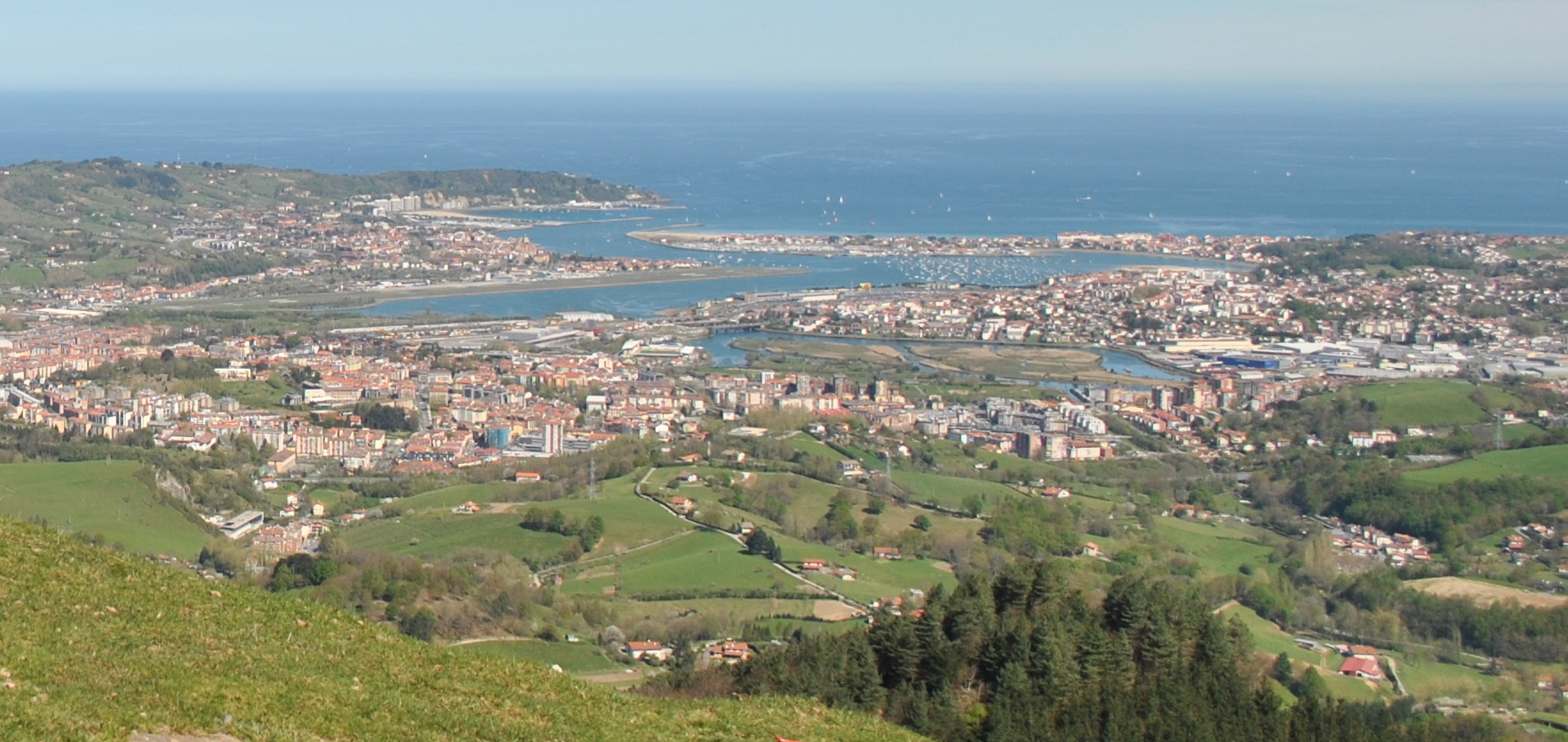
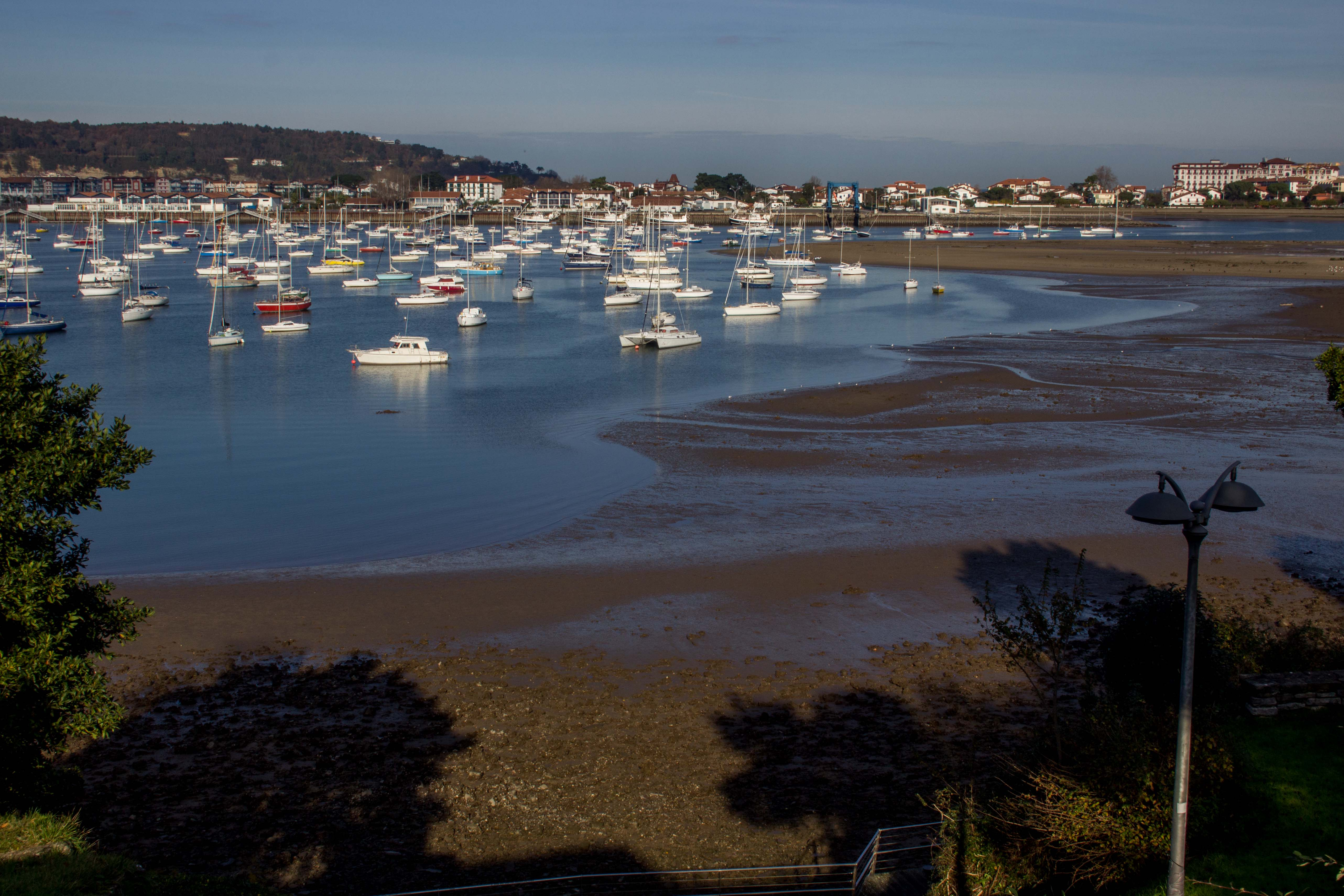